# Kirsebærkornel
Kirsebærkornel (Cornus mas), ofte skrevet kirsebær-kornel, er en løvfældende busk eller et lille træ med en bred, flad krone. Veddet er hårdt og hvidt. De røde frugter er sure, men velegnede til saft og syltning (cocktail-bær).

## Beskrivelse
Buskformen har flere oprette hovedgrene, mens træformen har én gennemgående stamme og udspærrede til overhængende hovedgrene. Barken er først gråbrun med grøn skyggeside, senere bliver den lysebrun med spredte korkporer, og til sidst er den grå og opsprækkende. Knopperne er modsatte, brune, tilliggende og spidse (blomsterknopper dog runde og udspærrede!). Der er stor afstand mellem de enkelte knopper.
Bladene er ægformede med lang spids. Randen er hel, og ribberne er bueformede. Oversiden er skinnende grøn, mens undersiden er blågrøn. Høstfarven er brungul. Blomstringen sker før løvspring, dvs i marts-april. Blomsterne er gule, og de sidder i små skærme på grene, der er mere end fem år gamle. Frugterne ligner tøndeformede kirsebær med samme, røde farve. Frøene modner godt, men de skal ligge i jorden tre vintre, før de kan spire.
Rodnettet består af dybtgående hovedrødder og fint forgrenede og højtliggende trævlerødder.
Højde x bredde og årlig tilvækst: 8 x 5 m (20 x 20 cm/år). Buskformen er dog en del lavere: 4 x 4 m. Målene kan anvendes ved udplantning.

## Hjemsted
Kirsebærkornel er naturligt udbredt i Lilleasien, Kaukasus, på Krim og i Sydeuropa op til en nordgrænse, der forløber omtrent fra Sydbelgien og Luxemburg over Sydtyskland og Galicien til det sydlige Rusland. Alle steder danner arten skovbryn, krat og underskov sammen med buske og løvtræer på varm og tør, gruset og kalkholdig bund.
På Olympos vokser arten sammen med bl.a. Abies borisii-regis (en art af ædelgran), buksbom, alm. humlebøg, kristtorn, merian, alm. nældetræ, alm. parykbusk, valnød, alpekorsved, alpevoldtimian, balkananemone, bjergkrognål, bjergmandstro, bredbladet stenved, citronmelisse, duneg, Festuca valesiaca, filtet soløje, garvesumak, græsk jordbærtræ, hvid stenurt, katteskæg, krybende ene, laurbærdafne, mannaask, melittis, mørk kongelys, navr, nøgleklokke, orientalsk avnbøg, orientalsk bøg, salviebladet soløjetræ, Scilla nivalis (en art af Skilla), skovbjergmynte, slangebarkfyr, snepude, steneg, storrodet storkenæb, trælyng, ungarsk eg, vedbendbladet alpeviol, vintersar, vortet benved, vårensian, ædelkortlæbe og ægte laurbær
- Kirsebærkornel - Cornus mas

## Note
1. ↑  Conradin A. Burga, Frank Klötzli og Georg Grabherr (Udg.): Gebirge der Erde (tysk)

| Portal | Portal:Botanik |